# Omocestus bolivari
Omocestus bolivari is een rechtvleugelig insect uit de familie veldsprinkhanen (Acrididae). De wetenschappelijke naam van deze soort is voor het eerst geldig gepubliceerd in 1939 door Lucien Chopard.